# Loreta Kullashi
Loreta Kullashi, född 20 maj 1999 i Helsingfors, är en svensk fotbollsspelare med kosovoalbanskt ursprung som spelar för FC Rosengård i Damallsvenskan. Under 2023-24 är hon utlånad till italienska Serie A-klubben Sassuolo.

## Biografi
Loreta Kullashis föräldrar är båda av albansk härkomst. Kullashis moderklubb är Snöstorp Nyhem FF som är en klubb från Halmstad. Dessförinnan spelade Kullashi i Näsby IF:s pojklag i Kristianstad.

## Klubbkarriär
Kullashi spelade sin första tävlingsmatch för AIK:s damlag den 29 mars 2015 som 15-åring, då hon startade för AIK mot Umeå IK i Svenska cupen. Debuten i Damallsvenskan kom den 26 augusti 2015 då hon blev inbytt i derbyt mot Hammarby IF. Under debutåret 2015 hann Kullashi spela nio tävlingsmatcher för AIK, varav sex i Damallsvenskan och tre i Svenska Cupen.
Sitt första A-lagskontrakt fick Kullashi i början av år 2016. Samma år blev Kullashi lagets interna skytteligavinnare med sina 20 mål på 23 tävlingsmatcher varav 22 från start. 15 av målen gjordes i Elitettan, medan resterande 5 mål gjordes i Svenska Cupen.
I januari 2017 var Kullashi på besök hos den engelska storklubben Manchester City som spelar i Uefa Women's Champions League och FA Women's Super League.
Månaden därpå meddelade AIK Fotboll att man hade kommit överens om ett avtal med Kullashi som sträcker sig över 2017.
Efter totalt 29 mål och 8 assist på 44 spelade matcher i AIK-tröjan meddelade Eskilstuna United DFF och AIK den 21 juli 2017 att Kullashi var klar för Eskilstuna United DFF. Kontraktet skrevs på för 1,5 år.
I juli 2021 värvades Kullashi av FC Rosengård, där hon skrev på ett 3,5-årskontrakt.
Under 2023-24 är Kullashi utlånad till italienska Serie A-klubben Sassuolo.

## Landslagskarriär
Kullashi har representerat Sveriges U17- och U19-landslag vid flera tillfällen.
I oktober 2016 togs Kullashi ut att spela med Sveriges U20-landslag i U20-VM i Papua Nya Guinea, som den yngsta spelaren i den svenska truppen.
Den 6 juni 2017 debuterade Kullashi för Sveriges U23-landslag, när hon spelade från start i en träningslandskamp mot England. Sex dagar senare spelade hon även från start i en träningslandskamp mot USA.
Den 21 januari 2018 debuterade Kullashi för Sveriges A-landslag, när hon blev inbytt i halvtid i en träningslandskamp mot Sydafrika och gjorde två mål.